# Sophie Coignard
Pour les articles homonymes, voir Coignard.
Sophie Coignard est une essayiste et journaliste française, née le 21 avril 1960.

## Biographie
Sophie Coignard étudie à l'ESSEC Business School. Elle y participe à un concours de nouvelles littéraires, écrivant le récit des amours entre un séminariste et une prostituée, concours qu'elle ne gagne pas en raison de l'opposition de l'aumônier de l'établissement. Elle découvre cependant sa vocation d'écrivain.
Grand reporter à l'hebdomadaire Le Point, elle est l'auteur de plusieurs ouvrages d'investigation, concernant notamment la franc-maçonnerie et les élites françaises. Elle s'est fait une spécialité de dévoiler les secrets de la République.
Elle est mariée à Michel Floquet, journaliste de TF1 depuis 1986, rédacteur en chef du 20H, puis le chef du bureau de TF1 à Washington à l'été 2011 et actuellement directeur adjoint de l'information depuis février 2016. Ils ont quatre enfants.
Au début des années 2000, la famille quitte Paris pour s'installer dans le Perche, expérience que le couple raconte dans le livre Quitter la (grande) ville (2021).

## Publications
- La Nomenklature française, avec Alexandre Wickham, Belfond, 1986
- La République bananière, avec Jean-Francois Lacan, Belfond, 1989
- Le Jour où la France a basculé, Robert Laffont, Paris, 1991
- Le Nouveau Dictionnaire des girouettes, avec Michel Richard, Robert Laffont, Paris, 1993
- Les Bonnes Fréquentations - Histoire secrète des réseaux, avec Marie-Thérèse Guichard, Grasset, Paris, 1997
- L'Omerta Française, avec Alexandre Wickham, Albin Michel, Paris, 1999
- Le Rapport Omerta, Albin Michel, Paris, 2002
- Le Rapport Omerta, Albin Michel, Paris, 2003
- La Vendetta Française, Albin Michel, Paris, 2003
- Le Rapport Omerta, Albin Michel, Paris, 2004
- Coignard, Sophie, Le marchand de sable : La vérité sur le système Delanoë, Paris, Albin Michel, 2006, 227 p. (ISBN 2-226-17086-3 et 9782226170866, OCLC 64594191, lire en ligne)
- Le monde est à nous, Fayard, coécrit avec Alexandre Wickham, 2007, 363 p.  (ISBN 9782213628424)
- Mafia chic, Le Livre de Poche, 2007, 377 p. coécrit avec Alexandre Wickham,  (ISBN 9782253118725)
- Jean-Louis Gergorin, Rapacités, Paris, Fayard, 2007, 346 p. (ISBN 978-2-213-63368-8 et 2213633681, OCLC 86082520, lire en ligne)
- Coignard, Sophie, Un état dans l'État, Paris, Albin Michel, 2009, 325 p. (ISBN 978-2-226-18986-8 et 2226189866, OCLC 316002875, lire en ligne)[10]
- Coignard, Sophie, Le pacte immoral : comment ils sacrifient l'éducation de nos enfants, Paris, Albin Michel, 2011, 281 p. (ISBN 978-2-226-21919-0 et 2226219196, OCLC 718515018, lire en ligne)
- L'Oligarchie des incapables, avec Romain Gubert, Albin Michel, 2012[11]
- Coignard, Sophie, Michelle Obama, l'icône fragile, Paris, Plon, impr. 2012, 203 p. (ISBN 978-2-259-21812-2 et 2259218121, OCLC 820658196, lire en ligne)
- Coignard, Sophie, 100 questions sur les francs-maçons, Paris, La Boétie, dl 2013, 156 p. (ISBN 978-2-36865-000-4 et 2368650008, OCLC 894371569, lire en ligne)
- Coignard, Sophie, La caste cannibale : quand le capitalisme devient fou, Paris, A. Michel, 327 p. (ISBN 978-2-226-25468-9 et 2226254684, OCLC 871210928, lire en ligne)
- Ces chers cousins - Les Wendel, pouvoirs et secrets, avec Romain Gubert, éditions Plon, 2015.
- Coignard, Sophie, "Ça tiendra bien jusqu'en 2017 ...", Paris, Albin Michel, 249 p. (ISBN 978-2-226-31669-1 et 2226316698, OCLC 936301088, lire en ligne)
- La Caisse. Enquête sur le coffre-fort des Français, avec Romain Gubert, Seuil, 2017
- Le Nouveau Mal français, avec Romain Gubert, Éditions de l'Observatoire, 2017
- Benalla, la vraie histoire, Éditions de l'Observatoire, 2019[12]
- Les faux jetons, Fayard, Paris, 2019  (ISBN 9782213712277)
- avec Michel Floquet, Quitter la (grande) ville, Albin Michel, 2021, 202 p.
- La tyrannie de la médiocrité : Pourquoi il faut sauver le mérite, L'Observatoire, 2022  (ISBN 9791032919767).